# Jack Drury
Jack Drury, född 3 februari 2000, är en amerikansk professionell ishockeyforward som spelar för Colorado Avalanche i National Hockey League (NHL). Drury draftades som 42:a totalt av Carolina Hurricanes vid NHL Entry Draft 2018.

## Tidiga år
Drury föddes i New York City när hans far Ted spelade för New York Islanders. Familjen flyttade senare till Wilmette, Illinois och därefter till Winnetka, Illinois. Drury gick på Loyola Academy under sina första två år på gymnasiet innan han gick på West High School i Waterloo, Iowa och spelade med Waterloo Black Hawks.

## Spelarkarriär
Han har tidigare spelat för Växjö Lakers HC i Svenska Hockeyligan (SHL); Harvard Crimson i National Collegiate Athletic Association (NCAA) samt Des Moines Buccaneers i United States Hockey League (USHL).
Drury draftades av Carolina Hurricanes i andra rundan i 2018 års draft som 42:a spelare totalt.
24 januari 2025 trejdades Drury tillsammans med Martin Nečas till Colorado Avalanche i utbyte mot Mikko Rantanen. Drury valde tröjnummer #18 i Avalanche som hans farbror använde säsongen 2001-02.

## Personligt liv
Drury's far Ted spelade åtta säsonger i National Hockey League. Hans farbror är före detta ishockeyspelaren Chris Drury som för närvarande är general manager i New York Rangers. Drury's mor Liz Berkery Drury spelade lacrosse på Harvard och hjälpte Crimson att vinna ett NCAA-mästerskap 1990. Båda hans föräldrar valdes in i Harvard Athletics Hall of Fame 2008. Drury har också tre bröder Owen, Teddy och Ryan och en syster Lilly.

## Statistik

### Klubbkarriär
| 2016–17    | Waterloo Black Hawks | USHL       | 44  | 4  | 8  | 12 | 59 | 8  | 0 | 0  | 0  | 6  |
| 2017–18    | Waterloo Black Hawks | USHL       | 56  | 24 | 41 | 65 | 83 | 8  | 3 | 2  | 5  | 4  |
| 2018–19    | Harvard University   | ECAC       | 32  | 9  | 15 | 24 | 14 | —  | — | —  | —  | —  |
| 2019–20    | Harvard University   | ECAC       | 28  | 20 | 19 | 39 | 16 | —  | — | —  | —  | —  |
| 2020–21    | Växjö Lakers         | SHL        | 41  | 10 | 20 | 30 | 18 | 14 | 5 | 6  | 11 | 4  |
| 2021–22    | Chicago Wolves       | AHL        | 68  | 20 | 32 | 52 | 61 | 18 | 9 | 15 | 24 | 10 |
| 2021–22    | Carolina Hurricanes  | NHL        | 2   | 2  | 0  | 2  | 2  | —  | — | —  | —  | —  |
| 2022–23    | Chicago Wolves       | AHL        | 37  | 11 | 13 | 24 | 23 | —  | — | —  | —  | —  |
| 2022–23    | Carolina Hurricanes  | NHL        | 38  | 2  | 6  | 8  | 14 | 13 | 0 | 3  | 3  | 10 |
| 2023–24    | Carolina Hurricanes  | NHL        | 74  | 8  | 19 | 27 | 33 | 11 | 1 | 4  | 5  | 2  |
| 2024–25    | Carolina Hurricanes  | NHL        | 39  | 3  | 6  | 9  | 12 | —  | — | —  | —  | —  |
| 2024–25    | Colorado Avalanche   | NHL        | 33  | 5  | 4  | 9  | 10 | 7  | 1 | 1  | 2  | 4  |
| SHL totalt | SHL totalt           | SHL totalt | 41  | 10 | 20 | 30 | 18 | 14 | 5 | 6  | 11 | 4  |
| NHL totalt | NHL totalt           | NHL totalt | 186 | 20 | 35 | 55 | 71 | 31 | 2 | 8  | 10 | 16 |

### Internationellt
| År            | Lag           | Turnering     | Resultat      |    | Matcher | Mål | Assists | Poäng | Utv |
| ------------- | ------------- | ------------- | ------------- | -- | ------- | --- | ------- | ----- | --- |
| 2017          | USA           | HGC           | 5:a           | 4  | 2       | 3   | 5       | 12    |     |
| 2019          | USA           | JVM           | 2             | 7  | 0       | 0   | 0       | 0     |     |
| 2020          | USA           | JVM           | 6:a           | 5  | 1       | 1   | 2       | 4     |     |
| 2021          | USA           | VM            | 3             | 9  | 2       | 0   | 2       | 0     |     |
| Junior totalt | Junior totalt | Junior totalt | Junior totalt | 20 | 3       | 4   | 7       | 16    |     |
| Senior totalt | Senior totalt | Senior totalt | Senior totalt | 9  | 2       | 0   | 2       | 0     |     |